# El amor no tiene precio
 (срп. Љубав нема цену) мексичко-америчка је теленовела, продукцијских кућа Телевиса и Фоновидео, снимана 2005.

## Синопсис
Марија Лиз живи у сиромашном насељу у Мајамију са својим дедом Хенријем Александром, ова девојка је имала дванаест година када је њу и њену мајку напустио њен отац, недуго касније њена мајка је пала у депресију и умрла. Хенри је у почетку био богат човек, али је богатство изгубио због пада на берзи, а мучи га и то што је изгубио кћерку јединицу. Напором и одлучношћу, Марија Лиз успева да заврши студије и постане медицинска сестра а оно што зарађује на послу држи њеног деду у животу, који и даље држи кофер пун акција и куне се да ће једног дана повратити изгубљено богатство. Она такође помаже око трошкова школовања свом дечку Марселу. Оно што Марија Лиз не зна, јесте то да је Марсело заправо себичан човек који мисли само о себи, и завршавању студија како не би више морао да зависи од девојке коју не воли.
У престижном градском насељу живи Себастијан са својом мајком. Он је поштен човек, инжењер који мрзи свет „морала“ у коме живи његова мајка, за разлику од сина Лукресија само ужива у наследству стеченом бројним илегалним пословима њеног супруга, због чега се не жели мешати са људима ниже класе. Марсело добија посао у грађевинској фирми у којој ради Себастијан и одмах заборавља обећање о браку са Маријом Лиз. Сплеткама жели да заузме Себастијаново место у фирми, као и његову вереницу Арасели, која је кћи власника компаније.
Када у саобраћајној несрећи, радник бива повређен, Себастијан га води у болницу у којој сусреће Марију Лиз. Иако је њихов први сусрет пун конфликта, Себастијан ће признати да је Марија изузтна медицинска сестра, и запослиће је као неговатељицу своје мајке. Међутим, Лукресија убрзо види да се њен син заљубио у простодушну неговатељицу, и почиње сплеткарити. Она за њега жели финансијску безбедност а не везу, и жели га оженити неозбиљном Арасели, али Себастијан не жели напустити Марију, племениту жену, јаких и искрених осећања која зна да права „љубав нема цену“.

## Улоге
| Глумац             | Улога                                    |
| ------------------ | ---------------------------------------- |
| Сусана Гонзалез    | Марија Лиз Гонзалез                      |
| Виктор Норијега    | Себастијан Монте Ваље                    |
| Еухениа Каудуро    | Арасели Монталбан                        |
| Виктор Гонзалез    | Марсело Карвахал                         |
| Сусана Досамантес  | Лукресија Севаљос                        |
| Габријела Верегара | Ивана                                    |
| Ђералдин Базан     | Елизабет Монте Ваље                      |
| Алтаир Харабо      | Ванеса Монте Ваље                        |
| Алба Роверси       | Росалија                                 |
| Роберто Вандер     | Херман Касерес                           |
| Освалдо Калво      | Хенри Александер                         |
| Хорхе Мартинез     | Мигел Августо Монталбан / Абел Монталбан |
| Хулијета Росен     | Коралија                                 |
| Алехандро Авила    | др Арналдо Ерера                         |
| Алма Делфина       | Флор                                     |
| Виктор Камара      | Нелсон Мандела                           |
| Раул Хикез         | Лусијано Роблес дел Кампо                |
| Клаудија Рејес     | Јоланда                                  |
| Марица Бустаманте  | Федерика "Кика" Мендез                   |
| Кати Барбери       | Енграсија Александер                     |
| Ђул Буркле         | Маријано Лухан                           |
| Исмаел Ла Роса     | Хуан Карлос Карвахал                     |
| Мигел Анхел Биагио | Камило Марин                             |
| Алан               | Виктор Мануел Прадо                      |
| Маите Ембил        | Клара                                    |